# Un problème
Un problème (en russe : Zadatcha) est une nouvelle de huit pages d’Anton Tchekhov, parue en 1884.

## Historique
Un problème est initialement paru dans la revue russe Les Éclats, no 46, du 17 novembre 1884, sous le pseudonyme de L'Homme sans rate. Aussi traduit en français sous le titre Une énigme.
La nouvelle est ensuite parue dans Le Journal de Pétersbourg, no 287, du 19 octobre 1887, sous le pseudonyme A.Tchekhonte,.

## Résumé
Conseil de famille chez les Ouskov : Sacha, vingt-cinq ans, a fait un faux billet à ordre ; il faut soit payer, soit faire face au procès et au scandale qui en découlera.  Or, c’est une famille noble et la question de l’honneur de la famille se pose.
Durant le conseil, les deux thèses s’affrontent. Finalement, la famille payera en espérant que Sacha s’assagira.
Raté : sitôt la bonne nouvelle connue, ce dernier emprunte de force cent roubles à son oncle, en le menaçant de ne pas rembourser la traite.

## Édition française
- Un problème, traduit par Édouard Parayre, dans Œuvres, tome II, Paris, Éditions Gallimard, coll. « Bibliothèque de la Pléiade » no 220, 1970  (ISBN 2-07-010550-4)